# جورج ريد جونيور
جورج ريد جونيور (بالإنجليزية: George Read, Jr.)‏ هو محامي أمريكي، ولد في 29 أغسطس 1765 في نيو كاسل في الولايات المتحدة، وتوفي في 3 سبتمبر 1836.